# بسبب وين ديكسي
بسبب وين ديكسي هي رواية أطفال صدرت عام 2000 بقلم كيت ديكاميلو. حُولت لفيلم عائلي عام 2005 من إخراج واين وانغ وإنتاج والدن ميديا وتونتيث سينشري فوكس وبطولة آنا صوفيا روب في دور أوبال بولوني.

## الحبكة
انتقلت فتاة تبلغ من العمر 10 سنوات تدعى إنديا أوبال بولوني للتو إلى حديقة مقطورات في بلدة نعومي الصغيرة بولاية فلوريدا مع والدها المعروف باسم الواعظ لأنه يعظ في الكنيسة المحلية. تخلت عنهم والدتها بنجان ميغان عندما كانت أوبال في الثالثة من عمرها. تصف والدها بأنه سلحفاة، دائمًا ما يحشر رأسه في قوقعته، ولا يريد أبدًا الخروج إلى العالم الحقيقي. وهذا على الأرجح بسبب مدى حزنه على والدتها التي لا يزال يحبها.
أثناء وجودها في السوبر ماركت، ترى أوبال كلبًا قذرًا يدمر المتجر فتقرر اصطحابه إلى المنزل، ويطلق عليه اسم وين ديكسي على اسم سلسلة المتاجر الكبرى. تشارك الآنسة فراني بلوك أمينة مكتبة، قصصًا رائعة عن ماضيها بما في ذلك قصة عن جدها الأكبر، الذي توفي أفراد عائلته أثناء قتاله من أجل الجنوب في الحرب الأهلية. لقد اخترع حلوى
تعثر أوبال على طوقًا للكلاب تريد شراءه لزين ديكسي، لكنها لا تملك المال فتقرر العمل في متجر الحيوانات الأليفة لكسبه. أوتيس العاملة في شركة ج
بينما تركب أوبال دراجتها ويركض وين-ديكسي للأمام، يلتقيان بامرأة تدعى غلوريا دامب. تُصبح هي وأوبال صديقتين حميمتين. قررت أوبال وغلوريا وهي مدمنة على الكحول تتعافى، عمل حفلة صغيرة، مستوحاة من تلك الموجودة في ذهب مع الريح ودعوة كل من يعرفهما. في هذه الأثناء، تصبح أوبال صديقة لأعدائها السابقين، الأخوين ستيفي ودنلاب ديوبيري. كما أنها تدعو أماندا ويلكنسون وسويتي باي توماس، وهي فتاة صغيرة ليس لديها حيوان أليف، ولذلك وقعت في حب وين ديكسي. كما تدعو أوتيس والآنسة فراني بلوك.
تقوم أوبال وغلوريا بإعداد كل شيء في الخارج، لكن السماء تمطر لذلك يحضران الحفلة في الداخل. لا تستطيع أوبال العثور على وين ديكسي في أي مكان، حتى بعد البحث في المدينة. بعد عشر دقائق عادت إلى منزل غلوريا لتكتشف أن وين ديكسي كان هناك طوال الوقت، مختبئًا لأنه خائف من العواصف. ينتهي الكتاب بعزف أوتيس على جيتارها ويغني الجميع إحدى أغاني الواعظ.

## الاستقبال
فازت رواية بسبب وين ديكسي بجائزة نيوبيريفي العام التالي للنشرها. في عام 200 فازت الرواية بجائزة جوزيت فرانك وفي عام 2003 فازت بجائزة مارك توين.
في عام 2007 أدارجت جمعية التعليم الوطنية الأمريكتية كتاب بسبب وين ديكسي كواحد ضمن "أفضل 100 كتاب معلم للأطفال"، بناءً على استطلاع عبر الإنترنت. في عام 2012، احتلت المرتبة 20 في قائمة أفضل 100 رواية للأطفال نشرتها مجلة سكول لايبراري جورنال وهو الكتاب الأول من بين ثلاثة كتب لكاميلو ضمن أفضل 100 كتاب 

## الموسيقي
أُعلن عن مسرحية موسيقية مستوحاة من الرواية في عام 2011 وظهرت لأول مرة في مسرح أركنساس ريبيرتوري في  ديسمبر 2013. أخرج جون تارتاليا المسرحية بينما كتب نيل بنيامين الكتاب وكلمات الأغاني وقام دنكان شيك بتأليف الموسيقى.   كانت المسرحية الموسيقية جزءًا من موسم جودسبيد موزيك 2019 حيث عُرضت من يونيو إلى سبتمبر، وأخرجها جون راندو .  